# Nampula

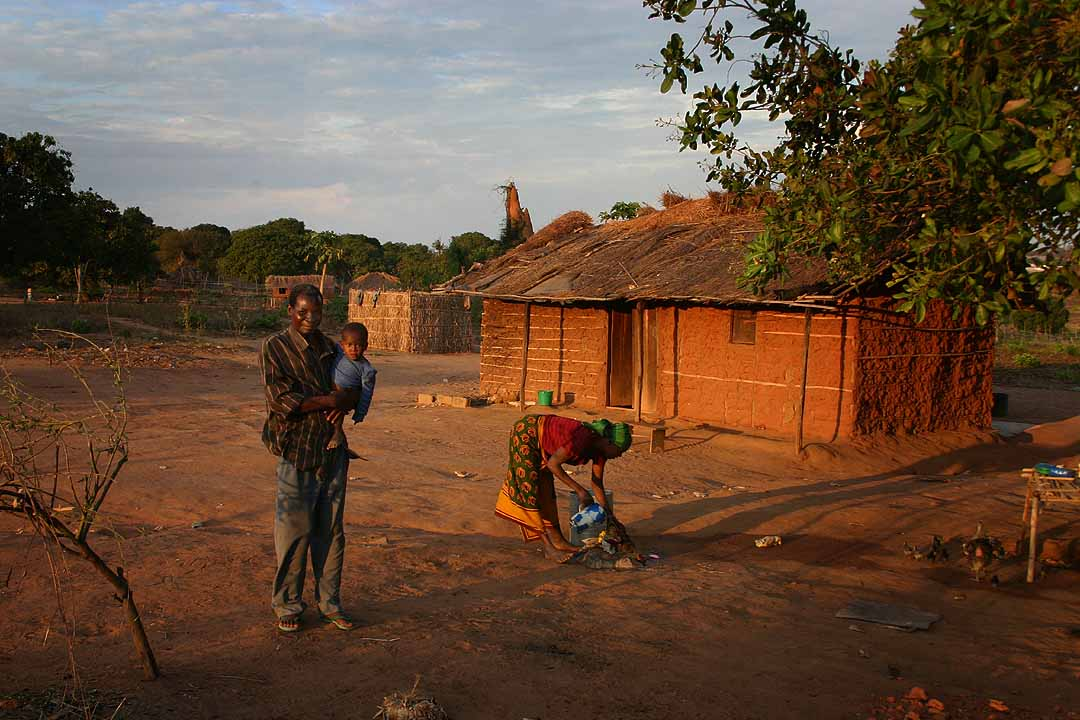
En Makhuwa familj i Nampula

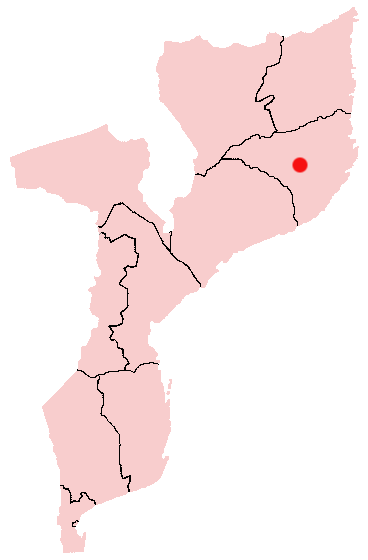
Nampulas läge i Moçambique.

Nampula är en stad i nordöstra Moçambique och den administrativa huvudorten för provinsen Nampula. Den är med sina 622 423 invånare 2015 landets tredje största stad, efter Maputo och Matola. Abel Xavier, före detta portugisisk landslagsman i fotboll, är född i staden.